# Латорка
Латорка (укр. Латірка) — село в Нижневоротской сельской общине Мукачевского района Закарпатской области Украины.
Население по переписи 2001 года составляло 599 человек. Почтовый индекс — 89111. Телефонный код — 3136. Занимает площадь 2,359 км². Код КОАТУУ — 2121581002.